# Garsenda de Forcalquier
Garsenda de Forcalquier o de Sabran (~1180 - ~1242) va ser comtessa de Forcalquier de 1209 a 1222 i comtessa de Provença per matrimoni. Era filla de Rainon de Sabran, senyor del Caylar i d'Ansouis, i de Garsenda de Forcalquier, i neta de Guillem IV de Forcalquier.
Quan tenia tretze anys, el seu avi i el seu besoncle van ser obligats de signar el tractat d'Aix, que estipulava que Garsenda seria l'hereva del comtat de Forcalquier i es casaria amb Alfons II de Provença, segon fill del rei Alfons el Cast, destinat a ser comte de Provença.
Es va casar amb ell poc després, el juliol de 1193 a Ais de Provença, i va ser la mare de:
- Ramon Berenguer V (1198 -1245), comte de Provença i de Forcalquier
- Garsenda de Forcalquier, casada amb Guillem II de Montcada, vescomte de Bearn

El 1209, el seu marit i el seu avi van morir. La tutela de Ramon Berenguer V va ser assegurada pel rei catalanoaragonès Pere el Catòlic, que va delegar la regència del comtat al seu oncle Sanç. El 1213, Pere va morir en la batalla de Muret, Sanç es va encarregar de la regència d'Aragó i va deixar la de Provença al seu fill Nunó Sanç I de Rosselló i Cerdanya. Van esclatar dissensions al si dels catalans de Provença, entre els partidaris de Garsenda i els de Nunó, que semblava voler desposseir el jove comte per prendre'n el seu lloc. La noblesa provençal ho va aprofitar per agitar-se. Va prendre finalment el partit de Garsenda, va desposseir Nunó, i van col·locar Ramon Berenguer sota la tutela de la seva mare; crearen un consell de regència.
El 1220, Guillem de Sabran, un nebot del comte Guillem IV de Forcalquier, que reivindicava el comtat del seu oncle i havia aprofitat els trastorns per apoderar-se de la regió de Sisteron, fou neutralitzat, gràcies a un arbitratge de l'arquebisbe d'Ais de Provença.
El 1222, la posició de Ramon Berenguer va quedar sòlidament assegurada, i Garsenda li va cedir el comtat de Forcalquier. Es va retirar el 1225 a l'abadia de la Celle, prop de Brignoles, on va morir el 1242 amb uns 80 anys.

## LatrobairitzGarsenda de Proensa o comtessa Garsenda
La vida del trobador Elias de Barjols es refereix a una trobairitz anomenada "la comtessa Garsenda, dona d'aquell que era germà del rei d'Aragó". Encara que no hi ha certesa que la identitat de la reconeguda trobairitz sigui la de Garsenda de Sabran, es considera més que possible.
Se'n conserva una sola estrofa en dos manuscrits, en un com a anònima i, en l'altre, atribuïda a la "comtessa de Proessa" (Vos que·m semblatz dels corals amadors). L'estrofa té una resposta atribuïda a Gui de Cavalhon, la vida del qual el fa amant de la comtessa.
Ella fou la trobairitz de més alt rang. Garsenda es convertí en la cort d'Alfons II en dama protectora de poetes, i alguns trobadors (Ramon Vidal) la lloen pel seu mecenatge.